# Pasivni glagolski oblici u hrvatskome jeziku
Pasive imaju samo prijelazni glagoli. Tvore se na dva načina:
1. nekim oblikom aktiva pomoćnog glagola biti ili bivati uz glagolski pridjev trpni: Lice je viđeno kroz staklo. Brod je bio izgrađen. Ona će biti pohvaljena.
2. Česticom se uz aktivni oblik odabranoga glagola: Brod se gradi. Voda se prolijeva. Cvijeće se njeguje.

Pregled tvorbe nekih glagolskih oblika:
- infinitiv – biti/bivati građen

- prezent – biva građen, građen je

- aorist – (on) bi građen

- imperfekt – bijaše/bješe građen

- imperativ – budi građen

- perfekt – bio je građen, (on) je građen

- pluskvamperfekt – bijaše/bješe bio građen

- futur prvi – bit će građen

- futur drugi – bude građen

- kondicional prvi – bio bi građen

## Upotreba
Pasivni oblici se upotrebljavaju za izricanje radnje koja se vrši nad subjektom. Subjekt je trpitelj radnje.

### Prezent
| lice | jednina                  | množina                     |
| ---- | ------------------------ | --------------------------- |
| 1.   | bivam građen, građen sam | bivamo građeni, građeni smo |
| 2.   | bivaš građen, građen si  | bivate građeni, građeni ste |
| 3.   | biva građen, građen je   | bivaju građeni, građeni su  |

### Aorist
| lice | jednina    | množina         |
| ---- | ---------- | --------------- |
| 1.   | bih građen | bismo građeni   |
| 2.   | bi građen  | biste građeni   |
| 3.   | bi građen  | biše/bi građeni |

### Imperfekt
| lice | jednina             | množina                |
| ---- | ------------------- | ---------------------- |
| 1.   | bijah/bjeh građen   | bijasmo/bjesmo građeni |
| 2.   | bijaše/bješe građen | bijaste/bjeste građeni |
| 3.   | bijaše/bješe građen | bijahu/bjehu građeni   |

### Imperativ
| lice | jednina          | množina           |
| ---- | ---------------- | ----------------- |
| 1.   | /                | budimo građeni    |
| 2.   | budi građen      | budite građeni    |
| 3.   | neka bude građen | neka budu građeni |

### Perfekt
| lice | jednina                         | množina                            |
| ---- | ------------------------------- | ---------------------------------- |
| 1.   | bio sam građen, (ja) sam građen | bili smo građeni, (mi) smo građeni |
| 2.   | bio si građen, (ti) si građen   | bili ste građeni, (vi) ste građeni |
| 3.   | bio je građen, (on) je građen   | bili su građeni, (oni) su građeni  |

### Pluskvamperfekt
| lice | jednina                 | množina                     |
| ---- | ----------------------- | --------------------------- |
| 1.   | bijah/bjeh bio građen   | bijasmo/bjesmo bili građeni |
| 2.   | bijaše/bješe bio građen | bijaste/bjeste bili građeni |
| 3.   | bijaše/bješe bio građen | bijahu/bjehu bili građeni   |

### Futur prvi
| lice | jednina        | množina          |
| ---- | -------------- | ---------------- |
| 1.   | bit ću građen  | bit ćemo građeni |
| 2.   | bit ćeš građen | bit ćete građeni |
| 3.   | bit će građen  | bit će građeni   |

### Futur drugi
| lice | jednina      | množina        |
| ---- | ------------ | -------------- |
| 1.   | budem građen | budemo građeni |
| 2.   | budeš građen | budete građeni |
| 3.   | bude građen  | budu građeni   |

### Kondicional prvi
| lice | jednina        | množina            |
| ---- | -------------- | ------------------ |
| 1.   | bio bih građen | bili bismo građeni |
| 2.   | bio bi građen  | bili biste građeni |
| 3.   | bio bi građen  | bili bi građeni    |

- Za kondicional je samo jedan oblik (bio bi građen) jer se oblik bio bi bio građen više ne upotrebljava.

## Ostalo
U različitim jezičnim priručnicima naići ćete na neke različitosti u tvorbi pasiva. Evo nekoliko takvih primjera za tvorbu prezenta i perfekta:
- prezent: bivam nošen, bivaš nošen, biva nošen,...
- perfekt: nošen sam, nošen si, nošen je, ... ili bivao sam nošen, bivao si nošen, bivao je nošen, ...

(Težak – Babić: Gramatika hrvatskog jezika, Zagreb, 2003. g.)
- prezent: oženjen sam, bivam oslobođen
- perfekt: oslobođen sam, bio sam oslobođen

(Skupina autora: Povijesni pregled, glasovi i oblici hrvatskog književnog jezika, Zagreb, 1991. g.)
- prezent: bivam hvaljen, bivam hvaljena ili hvaljen sam, hvaljena sam
- perfekt: bio sam hvaljen, bila sam hvaljena

(Skupina autora: Hrvatska gramatika, Zagreb, 1997. g.)